# Dey (titre)
Pour les articles homonymes, voir Dey.
Dey (en arabe : داي), issu du titre honorifique turc dayı signifiant littéralement « oncle », est le titre donné aux dirigeants de la régence d'Alger (Algérie), de Tripoli (Libye) et de Tunis (Tunisie) sous l'Empire ottoman à partir de 1671. 29 deys ont occupé cette fonction depuis l'établissement de la délégation en Algérie jusqu'à la conquête française en 1830.

## Histoire
Le dey était choisi par les chefs civils, militaires et religieux locaux pour gouverner à vie et bénéficiait d'un degré élevé d'autonomie par rapport au sultan ottoman. Ses principales sources de revenus provenaient des taxes prélevées sur la population agricole, des tributs religieux et des paiements de protection versés par des corsaires considérés comme des pirates ciblant les navires en Méditerranée. Dans la partie européenne de l'Empire ottoman, en particulier pendant son déclin, les dirigeants des troupes janissaires et yamak interdites obtenaient parfois le titre de Dahi ou Dahia, dérivé de Dey.
Le dey était assisté dans sa gouvernance par les chefs de l'armée et de la marine, le directeur des transports maritimes, le trésorier général et le collecteur des tributs.
Le territoire du dey d'Alger était divisé en trois provinces (Constantine, Titteri et Mascara), chacune étant administrée par un bey nommé par le dey lui-même.
Le règne des deys d'Alger prit fin le 5 juillet 1830, lorsque Hussein Dey (1765-1838) se rendit aux troupes françaises du comte de Boumont.
Le dernier Dey de Tripoli fut tué par Ahmed Karamanli, qui établit la dynastie de Karamanli en 1711.